# Rita Cadillac
Rita Cadillac, nombre artístico de Rita de Cássia Coutinho, (Río de Janeiro, 13 de junio de 1954) es una dançarina, cantante y actriz brasileña.
De entre sus actuaciones más populares, están la carrera como bailarina en los programas de televisión de José Abelardo Barbosa, el apresentador Chacrinha, y una participación en el largo-metraje Carandiru, del director Hector Babenco, además de la carrera musical y de un corto pasaje por la industria pornográfica.
En 2010, su carrera fue tema de un documental del cineasta Toni Venturi, intitulado Rita Cadillac: A Lady do Povo, exhibido en diversos cines de Brasil. Los últimos años, realizó diversas participaciones en programas y series televisivas, como en la sexta edición del reality show "A Fazenda", de la Red Record, y en la serie Tapas & Beijos de la Red Globo.

## Biografía
Rita se hizo famosa en Brasil a partir de la década de 1970, por bailar en el programa del apresentador de TELE Chacrinha, donde las dançarinas eran llamadas de chacretes.
Durante los años 80, con el éxito de la cantante Gretchen, que vendía millones de discos, y con todas las gravadoras buscando por cantantes dançarinas, como por ejemplo la cantante Sharon, Rita fue invitada a grabar en el mismo estilo, así como las compañeras chacretes Fernanda Terremoto y Suely Pingo de Ouro.
A pesar de la popularidad alcanzada, principalmente con el compacto "É Bom Para o Moral", ella no llegó a vender muchos discos y acabó invirtiendo en otras áreas artísticas. No obstante, durante los años 90, alcanzó cierta notoriedade como la "Reina de los Detenidos", realizando muchos shows para centenares de detenidos del país y que a habían elegido como su artista favorita en determinada oportunidad.
En 2013, Rita participó del reality show A Fazenda de la Red Record, siendo la cuarta eliminada de la edición. Antes de entrar para el reality show, Rita hizo una pequeña participación especial en la novela Amor à Vida, trama de Walcyr Carrasco, exhibida en la Red Globo. Ella entró como amiga de la ex-chacrete Márcia "Tetê Parachoque Paralama" interpretada por Elizabeth Savalla. Después que salió de La Hacienda, hizo más una participación en la telenovela Dona Xepa en la Red Record, donde interpretó el personaje Dagmar, madre de Roberto Escovão vivido por Alexandre Barillari.

### Nombre Artístico
Una información poco conocida es que el nombre artístico de Rita perteneció antes a una artista francesa. Era el nombre artístico de Nicole Yasterbelsky, referida en las páginas especializadas como cantante y artista de strip-tease. Nicole, con el nombre artístico de "Rita Cadillac", fue una de las más famosas dançarinas del lendário cabaré The Crazy Horse de París durante la década de 50.
A pesar de la comprensión general de que el sobrenome artístico "Cadillac" incrustado a su nombre fuera a causa del tamaño de su glúteo (Cadillac es una marca de automóvil norteamericana que en la época tenía una traseira comprida y una versión conocida como "rabo-de-pez") él nada tenía a ver con eso, si debió a la artista francesa y fue dado a Rita por el dueño de una boate donde bailaba, participando de un show de Paulo Silvino, antes de entrar para la televisión y para el equipo de chacretes.

### Cine pornográfico
En 2004, Rita fue invitada para una participación en el cine pornô, con la película Sedução, que alcanzó gran repercusión. Su última película en el género fue Puro Desejo, lanzado en 2008. Sus películas tuvieron enorme éxito de ventas. Además de estos, Rita hizo participaciones especiales para la empresa que tiene su contrato, llamada Brasileirinhas.
Aún en 2008, Rita lanzó su ahijada Cléo Cadillac, que sustituyó la madrina en revistas y películas pornôs. Rita reside actualmente en la ciudad de São Paulo, para donde se trasladó en el inicio de los años 2000.

### Política
En 2008, mientras vivía en la ciudad de Praia Grande, la dançarina se candidató al cargo de concejala del municipio del litoral paulista, por el PSB. Sin embargo, en las urnas, Rita quedó lejos de alcanzar éxito y acabó no eligiéndose.

## Carrera

### Música
| 1983 | Compacto | Merenguendê            |
| 1984 | Compacto | ES Bueno Para El Moral |
| 1985 | LP       | ES Bueno Para El Moral |
| 1987 | LP       | Explosión Popular      |
| 1999 | CD       | Rita Canta Rita        |

#### Singles
| "ES Bueno Para el Moral"                  |
| "Viene Cerca"                             |
| "Merenguendê"                             |
| "Baby Love"                               |
| "Bien Me Quiere"                          |
| "Acabó La Tequila"                        |
| "Carta de Amor"                           |
| "Flor de Naranjo (Fricoteira)"            |
| "ES Que En esta Encarnação Yo Nací Manga" |
| "Lanza Perfume" (cover de Rita Lee)       |
| "Baño de Espuma" (cover de Rita Lee)      |

### Cine
| Cortas & Larga-Metragens | Cortas & Larga-Metragens          | Cortas & Larga-Metragens | Cortas & Larga-Metragens |
| Año                      | Título                            | Papel                    | Papel                    |
| ------------------------ | --------------------------------- | ------------------------ | ------------------------ |
| 1980                     | Ala Blanca: Un Sueño Brasileño    | Sylvia                   |                          |
| 1982                     | El Valle de los Amantes           | Cristina                 |                          |
| 1982                     | Tessa, la Gata                    | Luchadora                |                          |
| 1982                     | Se alquila Moças                  | Paula                    |                          |
| 1983                     | Se alquila Moças 2                | Paula                    |                          |
| 2003                     | Carandiru                         | Ella Misma               |                          |
| 2007                     | El Magnate                        | Tía Guta                 |                          |
| 2009                     | Alô, Alô Terezinha!               |                          |                          |
| 2010                     | Rita Cadillac: La Lady del Pueblo | Ella Misma               |                          |

#### Películas eróticos
| Películas Pornográficos | Películas Pornográficos             | Películas Pornográficos |
| ----------------------- | ----------------------------------- | ----------------------- |
| Año                     | Título                              |                         |
| 2004                    | Seducción                           |                         |
| 2005                    | Sexo en el Salón 2005               |                         |
| 2006                    | La primera vez de Rita Cadillac     |                         |
| 2006                    | Sexo en el Salón 2006               |                         |
| 2007                    | Sexo en el Salón 2007               |                         |
| 2007                    | Á Flor de la Piel con Marcos Oliver |                         |
| 2007                    | Fogosas y Furiosas                  |                         |
| 2008                    | Puro Deseo                          |                         |

### Televisión
| Novelas, Series y Minisséries | Novelas, Series y Minisséries | Novelas, Series y Minisséries | Novelas, Series y Minisséries                            | Novelas, Series y Minisséries | Novelas, Series y Minisséries |
| Año                           | Título                        | Papel                         | Notas                                                    | Emisora                       | Ref                           |
| ----------------------------- | ----------------------------- | ----------------------------- | -------------------------------------------------------- | ----------------------------- | ----------------------------- |
| 2005                          | Carandiru, Otras Historias    | Ella Misma                    | Participación Especial                                   | Red Globo                     |                               |
| 2006                          | La Diarista                   | Ella Misma                    | Participación Especial (Episodio: Números Primos)        | Red Globo                     |                               |
| 2008                          | Belleza Pura                  | Ella Misma                    | Participación Especial                                   | Red Globo                     |                               |
| 2008                          | Por Toda Mi Vida              | Ella Misma                    | Participación Especial (Episodio: Chacrinha)             | Red Globo                     |                               |
| 2013                          | Amor a la Vida                | Ella Misma                    | Participación Especial (Episodio de 22 de junio de 2013) | Red Globo                     |                               |
| 2013                          | Dueña Xepa                    | Dagmar                        | Participación Especial                                   | Red Record                    |                               |
| 2014                          | Tapas & Besos                 | Soninha Dinamite              | Participación Especial                                   | Red Globo                     |                               |
| 2020                          | Salve-se Quem Puder           | Madame Lucrecia               | Participación Especial                                   | Red Globo                     |                               |

| Programas (Entrevistas, Reality Show, Especiales, entre otros) | Programas (Entrevistas, Reality Show, Especiales, entre otros) | Programas (Entrevistas, Reality Show, Especiales, entre otros)                 | Programas (Entrevistas, Reality Show, Especiales, entre otros) | Programas (Entrevistas, Reality Show, Especiales, entre otros) |
| Año                                                            | Título                                                         | Notas                                                                          | Emisora                                                        | Ref                                                            |
| -------------------------------------------------------------- | -------------------------------------------------------------- | ------------------------------------------------------------------------------ | -------------------------------------------------------------- | -------------------------------------------------------------- |
| 1976 - 1983                                                    | Cassino del Chacrinha                                          | Dançarina                                                                      | TELE Tupi/ Red Bandeirantes/Red Globo                          |                                                                |
| 1999                                                           | Domingo Legal                                                  | Participación Especial (Cuadro: Prueba del Bicho)                              | SBT                                                            |                                                                |
| 2008                                                           | CQC - Cueste lo Que Costar                                     | Participación Especial (Cuadro: CQTeste)                                       | Red Bandeirantes                                               |                                                                |
| 2011                                                           | Programa Eliana                                                | Participación Especial (Cuadro: Belleza Renovada)                              | SBT                                                            |                                                                |
| 2011                                                           | Programa del Ratinho                                           | Participación Especial (Cuadro: Desafío)                                       | SBT                                                            |                                                                |
| 2012                                                           | Programa Silvio Santos                                         | Participación Especial (Cuadros: Juego de las Tres Pistas y No Yerre la Letra) | SBT                                                            |                                                                |
| 2012                                                           | La Máquina                                                     | Participación Especial                                                         | Red Gazeta                                                     |                                                                |
| 2012                                                           | MTV Sin Vergüenza                                              | Participación Especial                                                         | MTV                                                            |                                                                |
| 2012                                                           | Amor & Sexo                                                    | Jurado                                                                         | Red Globo                                                      |                                                                |
| 2013                                                           | Domingo Legal                                                  | Participación Especial                                                         | SBT                                                            |                                                                |
| 2013                                                           | La Hacienda 6                                                  | Participante (4ª Eliminada)                                                    | Red Record                                                     |                                                                |
| 2013                                                           | Gabi Casi Prohibida                                            | Entrevistada                                                                   | SBT                                                            |                                                                |
| 2013                                                           | Matador de Passarinho                                          | Entrevistada                                                                   | Canal Brasil                                                   |                                                                |
| 2014                                                           | Okay Personal!!!                                               | Entrevistada                                                                   | SBT                                                            |                                                                |
| 2014                                                           | Sábado Total                                                   | Entrevistada                                                                   | RedeTV!                                                        |                                                                |
| 2015                                                           | The Noche                                                      | Entrevistada                                                                   | SBT                                                            |                                                                |
| 2015                                                           | Frita                                                          | Entrevistada                                                                   | Multishow                                                      |                                                                |
| 2017                                                           | La Hacienda: Nueva Oportunidad                                 | Participante                                                                   | RecordTV                                                       |                                                                |